# 작은류큐땃쥐
작은류큐땃쥐(Crocidura watasei)는 땃쥐과에 속하는 포유류의 일종이다. 일본의 토착종이다. 자연 서식지는 강 유역의 덤불 숲과 초원 지대, 저지대 관목림에서 주로 발견된다.